# Ulice San Francisco
Ulice San Francisco (org. The Streets of San Francisco) – amerykański serial kryminalny zrealizowany w latach 1972–1977. Głównymi bohaterami jest para policjantów z San Francisco; doświadczony detektyw Mike Stone i młody inspektor Steve Keller.

## Krótki opis
Serial był przepustką do filmowej kariery początkującego wówczas Michaela Douglasa. Douglas wystąpił w 98 odcinkach serialu, zrezygnował z roli w 1976 r. W ostatniej serii z lat 1976-77 zastąpił go Richard Hatch.

## Emisja w Polsce
Serial był również niezwykle popularny w Polsce. W 1990 r. emitowany w czwartkowe popołudnia w TVP1. Następnie wyświetlany był w telewizji Polsat pod koniec lat 90., a obecnie nadaje go stacja CBS Action.

## Główne role
- Karl Malden – detektyw, por. Mike Stone (wszystkie 120 odcinków)[1]
- Michael Douglas – insp. Steve Keller (w latach 1972–1976: 98 odcinków)
- Richard Hatch – insp. Dan Robbins (w latach 1976–1977: 24 odcinki)
- Darleen Carr –  Jeannie Stone, córka Mike'a (w latach 1973–1976: 12 odcinków)
- Reuben Collins – insp. Bill Tanner (32 odcinki)
- Stephen Bradley – Bernie (14 odcinków)
- Lee Harris – detektyw Lee Lessing (14 odcinków)
- Ray K. Goman – oficer Vic Briles (10 odcinków)

## Gościnnie wystąpili m.in.
- Tom Bosley (3 odcinki)
- Leslie Nielsen (3)
- Stefanie Powers (2)
- Joseph Wiseman (2)
- Anthony Zerbe (1)
- Peter Strauss (3)
- Nick Nolte (1)
- James Woods (1)
- Patty Duke (2)
- Arnold Schwarzenegger (1)
- Robert Wagner (1)
- Mark Hamill (2)
- Dick Van Patten (4)
- Martin Sheen (1)
- Tom Selleck (1)
- Larry Hagman (1)
- Paul Michael Glaser (1)
- David Soul (1)
- Ricky Nelson (1)
- Edmond O’Brien (1)
- Ed Lauter (2)
- Vera Miles (1)
- Edward Mulhare (2)
- Jamie Farr (1)
- Victor French (1)
- Cheryl Ladd (1)
- Celeste Holm (1)
- George Dzundza (1)
- Pernell Roberts (1)
- Paul Sorvino (1)
- Joe Don Baker (1)
- Scott Glenn (1)
- Franco Columbu (1)